# 阎良区
阎良区是陕西省西安市的一个市辖区，位于西安市的东北部。北接渭南市富平县，西接咸阳市三原县，南接西安市临潼区，东接渭南市，是西安市乃至中国的重要航空工业中心。其名称由“闾阎良善”转化而来。区人民政府駐延安路。

## 行政区划
阎良区下辖7个街道办事处：
凤凰路街道、新华路街道、振兴街道、新兴街道、北屯街道、武屯街道和关山街道。

## 人口
西安市第七次全国人口普查主要数据公报显示：阎良区常住人口为281536人，男性人口占比51.23%，女性人口占比48.77%，年龄结构中0-14岁占比15.14%，15-59岁占比64.5%，60岁以上占比20.36%，65岁以上占比14.68%。

## 经济
雖然距西安市區較遠，閻良卻是西安地區經濟較為發達的地區之一。1956年172厰（即后來的西安飞机工业集团）及飛行中心在此建立，連帶使大量人口遷入，為其今后經濟發展埋下伏筆。自改革開放以來，閻良經濟快速發展，尤其是零售業在西安市亦佔有重要地位。近年來大量商品房又進一步提昇了房地産業在本地經濟中的地位。中国飞行试验研究院位于此地。

### 飛機製造業
- 殲-20戰鬥機、FBC-1战斗轰炸机、轰-6轰炸机、运-20运输机、运-7运输机、运-8运输机
- 飞机、飞行器零部件的设计、试验、生产、维修、改装、销售、服务及相关业务；航空及其它民用铝合金系列产品和装饰材料的开发、设计、研制、生产、销售以及相关的技术服务；进出口加工业务；机电设备、工矿备件的设计、制造、安装、销售以及技术服务；城市暖通工程、煤气安装工程、电子工程及设备的设计、运行、安装、维护、管理及技术服务；技术装备的设计、制造、安装、调试及技术服务；电气及非标设备、汽车零部件的制造、维修、销售及技术服务。

## 文教衛生
- 閻良區人民醫院：原名西安市東紅區人民醫院，成立於1979年[4]
- 西安交通大学第一附属医院东院：原阎良区西安一四一医院，成立于1958年。于2018年11月30日并入西安交通大学第一附属医院。

## 地方特产
- 阎良甜瓜
- 阎良相枣

## 人物
- 东汉云台二十八将，骠骑大将军:景丹
- 北魏道士，宗教改革家:寇谦之
- 明代医学家:武之望
- 清初诗人:王孙蔚
- 陕西妇女革命人物:徐九龄
- 飞机设计师:徐舜寿
- 中国工程院院士:陈一坚、唐长红
- 西北农林科技大学校长:孙学武
- 女演员：孙菲菲
- 男演员：李泽锋